# The Man in My Basement
The Man in My Basement (engl. für „Der Mann im Keller“) ist ein Horrorthriller und das Regiedebüt von Nadia Latif. Der Film mit Willem Dafoe, Corey Hawkins, Anna Diop und Tamara Lawrance basiert auf dem gleichnamigen Roman von Walter Mosley und soll im September 2025 beim Toronto International Film Festival seine Premiere feiern.

## Handlung
Charles Blakey, ein Afroamerikaner aus Sag Harbor, steckt in einer Sackgasse, hat kein Glück und ist kurz davor, sein Elternhaus zu verlieren, als ihm ein eigenartiger weißer Geschäftsmann mit europäischem Akzent anbietet, seinen Keller für den Sommer zu mieten.

## Produktion

### Regie und Drehbuch

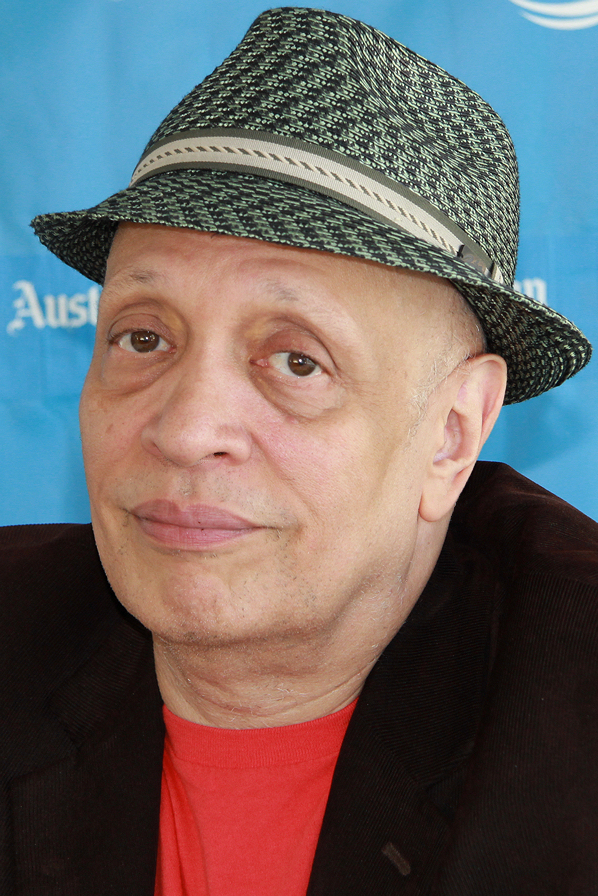
Walter Mosley, der Autor von The Man in My Basement

Regie führte Nadia Latif, die gemeinsam mit dem US-amerikanischen Schriftsteller Walter Mosley auch das auf dessen gleichnamigen Roman basierende Drehbuch schrieb. Es handelt sich um Latifs Regiedebüt bei einem Spielfilm, die diesen für Netflix drehte. Die im Sudan geborene Theatermacherin und Filmregisseurin arbeitete in der Vergangenheit für das Almeida Theater, das Donmar Warehouse und die Royal Shakespeare Company. Sie ist Absolventin der RADA und studierte bei Bill Gaskill. Von 2018 bis 2020 war Latif stellvertretende Direktorin des Young Vic Theatre und inszenierte dort Jackie Sibblies-Drurys mit dem Pulitzer-Preis ausgezeichnetes Stück Fairview. Ihr erster Kurzfilm White Girl wurde vom British Film Institute gefördert und lief 2019 im Wettbewerb des LFF. Im Jahr 2020 drehte sie einen kurzen Science-Fiction-Film. Autor Mosley ist vor allem für seine Kriminalromane bekannt, tritt gelegentlich aber auch als Drehbuchautor in Erscheinung.

### Besetzung und Dreharbeiten

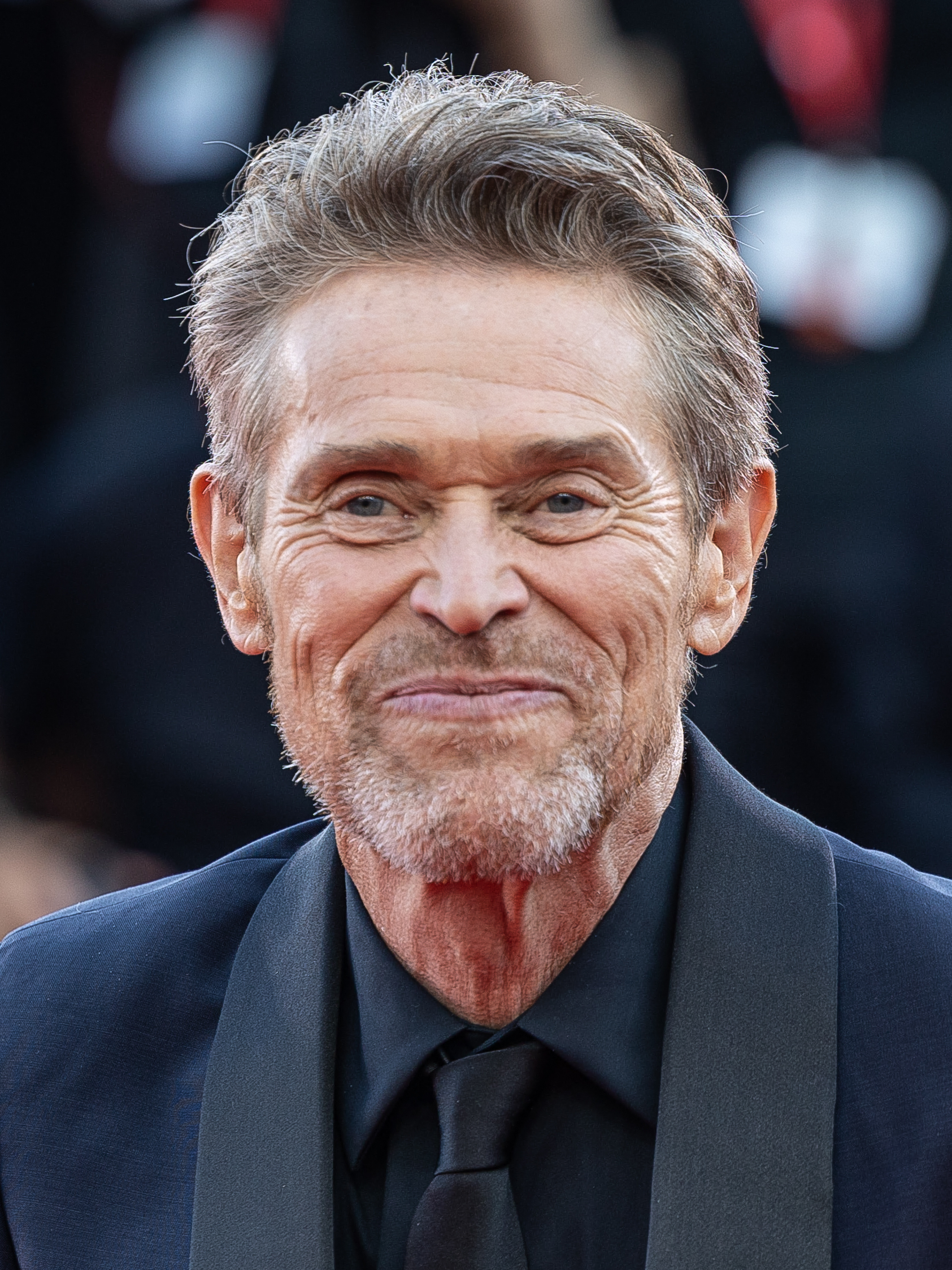
Willem Dafoe spielt den Geschäftsmann Anniston Bennet

Der vierfach für einen Oscar nominierte Schauspieler Willem Dafoe übernahm die Hauptrolle und spielt in der Titelrolle den weißen Geschäftsmann Anniston Bennet. Emmy-Gewinner Corey Hawkins, bekannt aus Filmen wie Straight Outta Compton und BlacKkKlansman, spielt den Afroamerikaner Charles Blakey, dessen Keller Bennet anmietet. Ursprünglich war Jonathan Majors für diese Rolle vorgesehen. In weiteren Rollen sind Anna Diop als Narciss Gully, Mark Arnold als Wilson Ryder, Tamara Lawrance und Brian Bovell zu sehen. Das Casting übernahm Kharmel Cochrane.
Die Dreharbeiten fanden ab Ende Januar 2024 im walisischen Cardiff und in einem Dorf namens Llandybie in Carmarthenshire statt. Als Kamerafrau fungierte die Polin Ula Pontikos.

### Filmmusik und Veröffentlichung
Die Filmmusik komponierte Robert Aiki Aubrey Lowe, der zuletzt für Filme wie Candyman  von Nia DaCosta und Master von Mariama Diallo tätig war.
Die Premiere des Films ist am 5. September 2025 beim Toronto International Film Festival geplant, wo er in der Sektion Discovery gezeigt wird.

## Altersfreigabe
In den USA erhielt der Film  ein R-Rating, was einer Freigabe ab 17 Jahren entspricht.